# Calcedon
Calcedon a fost un oraș grec antic din Bitinia, Asia Minor, pe teritoriul actualei Republici Turce. Se afla aproape exact pe partea opusă a Bosforului de Constantinopol, la sud de Chrysopolis (actualul cartier Üsküdar), în prezent corespunzând actualului district Kadıköy.
Urba se afla pe o mică peninsulă pe coasta de nord a Mării Marmara, aproape de intrarea în Bosfor. Pe lângă ea trecea râul Chalcis, numit în prezent Kurbağalıdere, vărsându-se în Golful Fenerbahçe. Turnul Fecioarei rămâne până astăzi ultimul vestigiu de suprafață care mai rămâne din Calcedonul antic. Restul descoperirilor sunt expuse la Muzeul de Arheologie din istanbul.